# RFL Championship 1908-09
La Northern Rugby Football Union Championship de 1908-09 fue la decimocuarta temporada del torneo de rugby league más importante de Inglaterra.

## Formato
Las divisiones 1 y 2 fueron combinadas, enfrentándose a nivel de los condados de Lancashire y Yorkshire y posteriormente confeccionado una tabla global, esto provocó que los equipos enfrentaran una cantidad desigual de encuentros.
Posteriormente los cuatro mejores clasificados según el porcentaje de victorias clasificaron a las semifinales.
Se otorgaron 2 puntos por cada victoria, 1 por el empate y 0 por la derrota.

## Desarrollo

### Tabla de posiciones
| Pos. | Equipo               | Encuentros | Encuentros | Encuentros | Encuentros | Tantos | Tantos | Puntos | Porcentaje de triunfos |
| Pos. | Equipo               | PJ         | PG         | PE         | PP         | F      | C      | Puntos | Porcentaje de triunfos |
| ---- | -------------------- | ---------- | ---------- | ---------- | ---------- | ------ | ------ | ------ | ---------------------- |
| 1    | Wigan                | 32         | 28         | 0          | 4          | 706    | 207    | 56     | 87.50                  |
| 2    | Halifax RLFC         | 34         | 28         | 1          | 5          | 526    | 174    | 57     | 83.82                  |
| 3    | Oldham RLFC          | 32         | 26         | 0          | 6          | 488    | 176    | 52     | 81.25                  |
| 4    | Batley Bulldogs      | 32         | 23         | 3          | 6          | 412    | 176    | 49     | 76.56                  |
| 5    | Huddersfield         | 34         | 21         | 3          | 10         | 504    | 292    | 45     | 66.17                  |
| 6    | Wakefield Trinity    | 31         | 20         | 1          | 10         | 471    | 318    | 41     | 66.12                  |
| 7    | Salford              | 32         | 20         | 1          | 11         | 455    | 309    | 41     | 64.06                  |
| 8    | Merthyr Tydfil RLFC  | 18         | 11         | 1          | 6          | 184    | 156    | 23     | 63.88                  |
| 9    | Broughton Rangers    | 32         | 19         | 1          | 12         | 420    | 330    | 39     | 60.93                  |
| 10   | Warrington           | 32         | 18         | 2          | 12         | 473    | 266    | 38     | 59.37                  |
| 11   | Runcorn RFC          | 28         | 16         | 1          | 11         | 271    | 191    | 33     | 58.92                  |
| 12   | Hunslet FC           | 32         | 18         | 1          | 13         | 361    | 299    | 37     | 57.81                  |
| 13   | Hull                 | 34         | 19         | 1          | 14         | 487    | 366    | 39     | 57.35                  |
| 14   | Ebbw Vale RLFC       | 24         | 12         | 1          | 11         | 249    | 269    | 25     | 52.08                  |
| 15   | Leeds                | 32         | 15         | 1          | 16         | 398    | 355    | 31     | 48.43                  |
| 16   | Hull Kingston Rovers | 32         | 14         | 1          | 17         | 429    | 423    | 29     | 45.31                  |
| 17   | St. Helens           | 28         | 11         | 3          | 14         | 312    | 421    | 25     | 44.64                  |
| 18   | York FC              | 32         | 13         | 1          | 18         | 394    | 510    | 27     | 42.18                  |
| 19   | Dewsbury Rams        | 30         | 12         | 1          | 17         | 350    | 324    | 25     | 41.66                  |
| 20   | Keighley Cougars     | 30         | 12         | 1          | 17         | 338    | 355    | 25     | 41.66                  |
| 21   | Leigh                | 28         | 11         | 0          | 17         | 214    | 308    | 22     | 39.28                  |
| 22   | Swinton Lions        | 32         | 11         | 1          | 20         | 258    | 440    | 23     | 35.93                  |
| 23   | Bradford Northern    | 32         | 11         | 0          | 21         | 324    | 451    | 22     | 34.37                  |
| 24   | Mid-Rhondda RLFC     | 18         | 5          | 1          | 12         | 111    | 214    | 11     | 30.55                  |
| 25   | Rochdale Hornets     | 30         | 8          | 2          | 20         | 195    | 384    | 18     | 30.00                  |
| 26   | Barrow Raiders       | 32         | 9          | 1          | 22         | 245    | 507    | 19     | 29.69                  |
| 27   | Widnes Vikings       | 28         | 6          | 3          | 19         | 197    | 359    | 15     | 26.78                  |
| 28   | Treherbert RLFC      | 18         | 4          | 1          | 13         | 81     | 212    | 9      | 25.00                  |
| 29   | Barry RLFC           | 18         | 3          | 0          | 15         | 76     | 445    | 6      | 16.66                  |
| 30   | Bramley RLFC         | 26         | 3          | 0          | 23         | 162    | 582    | 6      | 11.53                  |
| 31   | Aberdare RLFC        | 17         | 1          | 0          | 16         | 134    | 406    | 2      | 5.88                   |

|  | Semifinalistas. |

### Semifinales
| 1909 | Wigan | 18 - 2 | Batley |  |  |

| 1909 | Halifax | 3 - 3 | Oldham |  |  |

| 1909 | Halifax | 2 - 8 | Oldham |  |  |

### Final
| 1 de mayo de 1909 | Wigan | 7 - 3 | Oldham |  |  |

| Bandera de Inglaterra  |
| Campeón Wigan Warriors |
| Primer título          |